# 利斯尼基 (捷爾諾波爾州)
49°27′9″N 24°53′0″E / 49.45250°N 24.88333°E
利斯尼基（烏克蘭語：Лісники）是位於烏克蘭西南部的村莊，由泰爾諾皮爾州泰爾諾皮爾區的貝雷扎尼市鎮負責管轄。該村始建於1530年，面積1.85平方公里，2014年該村落人口894，人口密度每平方公里532.4人。